# Holzen (Essenbach)
Holzen ist ein Ortsteil des Marktes Essenbach im niederbayerischen Landkreis Landshut.

## Geographie
Der Weiler liegt westlich des Kernortes Essenbach am Eichelbach. Westlich verläuft die B 299 und östlich die B 15. Südlich verläuft die A 92 und fließt die Isar.

## Sehenswürdigkeiten
In der Liste der Baudenkmäler in Essenbach ist für Holzen ein Baudenkmal aufgeführt:
- Ehemaliges Herrenhaus von Gut Holzen, errichtet 1604, ein schlossartiger, zweigeschossiger Putzbau mit dreigeschossigem Satteldach, die Giebelfassaden mit Zinnenbekrönung

Eine weitere Sehenswürdigkeit wird in der Liste der Bodendenkmäler in Essenbach genannt:
- Ringwall Schwedenschanze (Essenbach), frühmittelalterliche Wall- und Grabenanlage auf dem Schlossberg